# Mistrzostwa Polski Seniorów w Lekkoatletyce 2001
77. Mistrzostwa Polski Seniorów w Lekkoatletyce – zawody sportowe, które rozgrywane były w Bydgoszczy na stadionie Zawiszy od 29 czerwca do 1 lipca 2001 roku.
Wydarzeniem zawodów był rekord Europy w skoku o tyczce ustanowiony przez Monikę Pyrek (4,61 m).
Do nietypowej sytuacji doszło w finałowym biegu na 110 metrów przez płotki, sędziemu startowemu w kilka sekund po starcie przypadkowo wypalił pistolet sugerując falstart, przez co jeden z zawodników przerwał bieg. Finał został powtórzony, wyniki pierwszego biegu zostały wpisane do tabel, ale o medalach mistrzostw kraju decydował powtórzony bieg. W obu biegach najszybszy był Artur Kohutek (w pierwszym biegu 13,53 s), drugi na mecie pierwszego wyścigu Krzysztof Mehlich (13,65 s) nie ukończył powtórki z powodu kontuzji.
W 2001 po raz ostatni rozegrano mistrzostwa Polski w chodzie na 10 kilometrów kobiet.

## Rezultaty
| NR – rekord Polski \| NL – najlepszy wynik w Polsce w sezonie \| SB – najlepszy wynik w sezonie \| PB – rekord życiowy |

### Mężczyźni
| Konkurencja:                  | 1. miejsce                                                                                    | Rezultat | 2. miejsce                                                                    | Rezultat | 3. miejsce                                                                             | Rezultat |
| Bieg na 100 m                 | Piotr Balcerzak Skra Warszawa                                                                 | 10,30    | Zbigniew Tulin Legia Warszawa                                                 | 10,39    | Marcin Urbaś AZS-AWF Kraków                                                            | 10,40    |
| Bieg na 200 m                 | Marcin Urbaś AZS-AWF Kraków                                                                   | 20,71    | Marcin Jędrusiński Śląsk Wrocław                                              | 20,86    | Łukasz Chyła SKLA Sopot                                                                | 21,16    |
| Bieg na 400 m                 | Robert Maćkowiak Śląsk Wrocław                                                                | 45,20    | Piotr Rysiukiewicz Śląsk Wrocław                                              | 45,55    | Piotr Długosielski AZS-AWF Warszawa                                                    | 45,67    |
| Bieg na 800 m                 | Paweł Czapiewski Lubusz Słubice                                                               | 1:46,44  | Grzegorz Krzosek RTL Dami ZTE Radom                                           | 1:47,70  | Wojciech Kałdowski Lechia Gdańsk                                                       | 1:48,04  |
| Bieg na 1500 m                | Leszek Zblewski Warszawianka                                                                  | 3:47,91  | Wojciech Kałdowski Lechia Gdańsk                                              | 3:48,26  | Zbigniew Graczyk AZS-AWF Gorzów Wlkp.                                                  | 3:48,41  |
| Bieg na 5000 m                | Leszek Biegała Zawisza Bydgoszcz                                                              | 14:11,36 | Dariusz Kruczkowski Zawisza Bydgoszcz                                         | 14:12,66 | Artur Błasiński RTL Dami ZTE Radom                                                     | 14:13,63 |
| Bieg na 10 000 m              | Dariusz Kruczkowski Zawisza Bydgoszcz                                                         | 28:41,06 | Piotr Gładki Lechia Gdańsk                                                    | 28:42,13 | Piotr Drwal Gryf Słupsk                                                                | 28:43,24 |
| Bieg na 110 m przez płotki    | Artur Kohutek Zawisza Bydgoszcz                                                               | 13,63    | Artur Budziłło Lubtour Zielona Góra                                           | 13,89    | Rafał Lis AZS-AWF Kraków                                                               | 14,22    |
| Bieg na 400 m przez płotki    | Marek Plawgo Warszawianka                                                                     | 48,94    | Paweł Januszewski Skra Warszawa                                               | 49,19    | Karol Radke Skra Warszawa                                                              | 50,10    |
| Bieg na 3000 m z przeszkodami | Jan Zakrzewski Oleśniczanka                                                                   | 8:34,64  | Jakub Czaja SKLA Sopot                                                        | 8:35,43  | Michał Kaczmarek Oleśniczanka                                                          | 8:38,25  |
| Sztafeta 4 × 100 m            | Olimpia Poznań Ryszard Pilarczyk Tomasz Kondratowicz Przemysław Rogowski Arkadiusz Małolepszy | 39,79    | AZS-AWF Kraków Piotr Kolasa Marcin Urbaś Michał Witowski Marcin Nowak         | 40,11    | Skra Warszawa Artur Gąsiewski Paweł Jesień Piotr Balcerzak Marcin Krzywański           | 40,48    |
| Sztafeta 4 × 400 m            | Skra Warszawa Piotr Jagiełło Filip Walotka Artur Gąsiewski Piotr Haczek                       | 3:08,51  | AZS-AWF Wrocław Paweł Didkowski Tomasz Rudnik Marcin Płacheta Artur Walenczak | 3:11,02  | Zawisza Bydgoszcz Łukasz Duszyński Rafał Studziński Bartosz Ozdarski Jacek Lewandowski | 3:11,55  |
| Skok wzwyż                    | Grzegorz Sposób AZS Lublin                                                                    | 2,22     | Paweł Gulcz AZS-AWF Poznań                                                    | 2,22     | Marcin Kaczocha Stal Ostrów                                                            | 2,18     |
| Skok o tyczce                 | Adam Kolasa Lechia Gdańsk                                                                     | 5,60     | Przemysław Czerwiński Gwardia Piła                                            | 5,20     | Piotr Masłowski Zawisza Bydgoszcz                                                      | 5,10     |
| Skok w dal                    | Grzegorz Marciniszyn Skra Warszawa                                                            | 8,00     | Paweł Zdrajkowski Błękitni Osowa Sień                                         | 7,64     | Radosław Jędrzejewski Agros Zamość                                                     | 7,55     |
| Trójskok                      | Jacek Kazimierowski MKLA Łęczyca                                                              | 16,17    | Krzysztof Głuszkowski Błękitni Osowa Sień                                     | 15,88    | Krzysztof Szuptarski Start Lublin                                                      | 15,87    |
| Pchnięcie kulą                | Leszek Śliwa Zawisza Bydgoszcz                                                                | 19,32    | Tomasz Chrzanowski Śląsk Wrocław                                              | 18,97    | Łukasz Wenta Lechia Gdańsk                                                             | 18,87    |
| Rzut dyskiem                  | Olgierd Stański AZS-AWF Biała Podlaska                                                        | 60,41    | Andrzej Krawczyk AZS-AWF Biała Podlaska                                       | 59,52    | Marek Majkrzak AZS-AWF Warszawa                                                        | 56,29    |
| Rzut młotem                   | Szymon Ziółkowski AZS Poznań                                                                  | 81,34    | Maciej Pałyszko Warszawianka                                                  | 76,50    | Wojciech Kondratowicz AZS-AWF Gorzów Wlkp.                                             | 76,24    |
| Rzut oszczepem                | Dariusz Trafas AZS-AWF Gorzów Wlkp.                                                           | 81,89    | Rajmund Kółko Skra Warszawa                                                   | 78,33    | Tomasz Damszel Skra Warszawa                                                           | 77,56    |

### Kobiety
| Konkurencja:               | 1. miejsce                                                                              | Rezultat | 2. miejsce                                                                                       | Rezultat | 3. miejsce                                                                          | Rezultat |
| Bieg na 100 m              | Agnieszka Rysiukiewicz AZS-AWF Wrocław                                                  | 11,62    | Marzena Pawlak Olimpia Poznań                                                                    | 11,64    | Iwona Dorobisz AZS-AWF Wrocław                                                      | 11,76    |
| Bieg na 200 m              | Joanna Niełacna Olimpia Poznań                                                          | 23,77    | Agnieszka Rysiukiewicz AZS-AWF Wrocław                                                           | 23,92    | Małgorzata Flejszar LKS Ziemi Puckiej                                               | 24,05    |
| Bieg na 400 m              | Grażyna Prokopek Skra Warszawa                                                          | 52,48    | Aneta Lemiesz Warszawianka                                                                       | 52,83    | Luiza Łańcuchowska Skra Warszawa                                                    | 53,31    |
| Bieg na 800 m              | Anna Zagórska AZS-AWF Wrocław                                                           | 2:04,70  | Małgorzata Jamróz Warszawianka                                                                   | 2:05,05  | Joanna Kaczor Znicz Biłgoraj                                                        | 2:05,27  |
| Bieg na 1500 m             | Justyna Bąk Skra Warszawa                                                               | 4:15,37  | Małgorzata Jamróz Warszawianka                                                                   | 4:15,60  | Dorota Fiut Skra Warszawa                                                           | 4:17,76  |
| Bieg na 5000 m             | Justyna Bąk Skra Warszawa                                                               | 16:05,84 | Dorota Gruca-Giezek Agros Zamość                                                                 | 16:07,08 | Marzena Michalska Wawel Kraków                                                      | 16:17,36 |
| Bieg na 10 000 m           | Dorota Gruca-Giezek Agros Zamość                                                        | 34:05,97 | Marzena Michalska Wawel Kraków                                                                   | 34:19,27 | Małgorzata Sobańska Olimpia Poznań                                                  | 34:25,05 |
| Bieg na 100 m przez płotki | Aneta Sosnowska Skra Warszawa                                                           | 13,12    | Iwona Konrad Skra Warszawa                                                                       | 13,59    | Agnieszka Frankowska Wawel Kraków                                                   | 13,92    |
| Bieg na 400 m przez płotki | Małgorzata Pskit Skra Warszawa                                                          | 55,04    | Anna Olichwierczuk Skra Warszawa                                                                 | 55,61    | Aleksandra Pielużek Skra Warszawa                                                   | 57,39    |
| Sztafeta 4 × 100 m         | Skra Warszawa Anna Olichwierczuk Aleksandra Pielużek Iwona Konrad Luiza Łańcuchowska    | 45,60    | AZS-AWF Wrocław Iwona Dorobisz Agnieszka Rysiukiewicz Małgorzata Bartczak Karolina Tłustochowska | 45,75    | Olimpia Poznań Karolina Wachowiak Marzena Pawlak Katarzyna Izydorek Joanna Niełacna | 45,89    |
| Sztafeta 4 × 400 m         | Skra Warszawa Ilona Szymerska Anna Olichwierczuk Luiza Łańcuchowska Aleksandra Pielużek | 3:36,34  | Skra II Warszawa Żaneta Tomczyk Małgorzata Pskit Monika Bejnar Grażyna Prokopek                  | 3:40,10  | AZS-AWF Wrocław Iwona Dorobisz Marta Styza Karolina Tłustochowska Anna Zagórska     | 3:43,97  |
| Skok wzwyż                 | Anna Ksok Śląsk Wrocław                                                                 | 1,88     | Agnieszka Korogocka Start Otwock                                                                 | 1,81     | Katarzyna Miszczak AZS-AWF Biała Podlaska                                           | 1,81     |
| Skok o tyczce              | Monika Pyrek Lechia Gdańsk                                                              | 4,61 NR  | Anna Wielgus Lechia Gdańsk                                                                       | 4,10     | Joanna Piwowarska KL Gdynia                                                         | 3,90     |
| Skok w dal                 | Liliana Zagacka Skra Warszawa                                                           | 6,51     | Katarzyna Klisowska MKS-MOS Wrocław                                                              | 6,29     | Karolina Binaś AZS-AWF Poznań                                                       | 6,23     |
| Trójskok                   | Liliana Zagacka Skra Warszawa                                                           | 13,95    | Renata Szykulska AZS-AWF Gorzów Wlkp.                                                            | 13,60    | Aneta Sadach Błękitni Osowa Sień                                                    | 13,40    |
| Pchnięcie kulą             | Krystyna Zabawska Podlasie Białystok                                                    | 18,85    | Katarzyna Żakowicz AZS-AWF Wrocław                                                               | 18,59    | Karolina Konkolewska Zawisza Bydgoszcz                                              | 16,38    |
| Rzut dyskiem               | Marzena Wysocka AZS-AWF Biała Podlaska                                                  | 62,09    | Joanna Wiśniewska Warszawianka                                                                   | 60,49    | Wioletta Potępa Skra Warszawa                                                       | 58,31    |
| Rzut młotem                | Kamila Skolimowska Warszawianka                                                         | 68,12    | Agnieszka Pogroszewska Jantar Ustka                                                              | 67,79    | Jolanta Borawska AZS-AWF Wrocław                                                    | 59,71    |
| Rzut oszczepem             | Monika Kołodziejska-Mrówka AZS-AWF Wrocław                                              | 58,24    | Ewa Rybak Skra Warszawa                                                                          | 58,23    | Barbara Madejczyk AZS-AWF Gdańsk                                                    | 58,22    |

## Biegi przełajowe
73. mistrzostwa Polski w biegach przełajowych rozegrano 10 marca w Krakowie. Kobiety rywalizowały na dystansie 4 km, a mężczyźni na 5 km i na 12 km.

### Mężczyźni
| Konkurencja:            | 1. miejsce                         | Rezultat | 2. miejsce                            | Rezultat | 3. miejsce                   | Rezultat |
| Bieg przełajowy (5 km)  | Rafał Wójcik Sporting Międzyzdroje | 16:40    | Dariusz Kruczkowski Zawisza Bydgoszcz | 16:45    | Eryk Szostak Wawel Kraków    | 16:54    |
| Bieg przełajowy (12 km) | Piotr Drwal Gryf Słupsk            | 39:08    | Leszek Bebło Sporting Międzyzdroje    | 39:09    | Artur Osman Ekspres Katowice | 39:43    |

### Kobiety
| Konkurencja:           | 1. miejsce                | Rezultat | 2. miejsce                     | Rezultat | 3. miejsce                   | Rezultat |
| Bieg przełajowy (4 km) | Justyna Bąk Skra Warszawa | 15:03    | Marzena Michalska Wawel Kraków | 15:23    | Grażyna Syrek Olimpia Poznań | 15:30    |

## Chód sportowy
Zawody mistrzowskie w chodzie na 50 kilometrów mężczyzn i w chodzie na 20 kilometrów kobiet zaplanowano na 1 kwietnia w Podiebradach w Czechach. Był to pierwszy przypadek rozegrania mistrzostw Polski w lekkoatletyce poza granicami Polski. Do chodu na 50 kilometrów zgłosił się jednak tylko jeden zawodnik – obrońca tytułu Jan Holender, który jednak nie ukończył zawodów. W tej sytuacji uznano, że mistrzostwa się na odbyły. W chodzie na 20 kilometrów wystartowały trzy zawodniczki, jednak Sylwia Korzeniowska nie ukończyła konkurencji. Przyznano więc tylko dwa medale.
Mistrzostwa w chodzie na 10 kilometrów kobiet (ostatnie w historii) zostały rozegrane 16 czerwca w Białej Podlaskiej, a w chodzie na 20 kilometrów mężczyzn 1 października w Rumi.

### Mężczyźni
| Konkurencja:  | 1. miejsce                       | Rezultat | 2. miejsce                  | Rezultat | 3. miejsce                         | Rezultat |
| Chód na 20 km | Robert Korzeniowski Wawel Kraków | 1:20:31  | Tomasz Lipiec Skra Warszawa | 1:22:38  | Benjamin Kuciński AZS-AWF Katowice | 1:24:55  |

### Kobiety
| Konkurencja:  | 1. miejsce                        | Rezultat | 2. miejsce                           | Rezultat | 3. miejsce                       | Rezultat |
| Chód na 10 km | Joanna Baj AZS-AWF Biała Podlaska | 46:24    | Sylwia Korzeniowska AZS-AWF Katowice | 46:59    | Agnieszka Olesz AZS-AWF Katowice | 48:38    |
| Chód na 20 km | Joanna Baj AZS-AWF Biała Podlaska | 1:35:56  | Agnieszka Olesz AZS-AWF Katowice     | 1:41:11  |                                  |          |

## Maraton
Mistrzostwa Polski w maratonie kobiet i mężczyzn zostały rozegrane 8 kwietnia w Dębnie.

### Mężczyźni
| Konkurencja: | 1. miejsce                   | Rezultat | 2. miejsce                   | Rezultat | 3. miejsce                         | Rezultat |
| Maraton      | Mirosław Plawgo Oleśniczanka | 2:12:27  | Andrzej Krzyścin GKO Gniezno | 2:15:30  | Rafał Wójcik Sporting Międzyzdroje | 2:16:19  |

### Kobiety
| Konkurencja: | 1. miejsce                    | Rezultat | 2. miejsce                         | Rezultat | 3. miejsce              | Rezultat |
| Maraton      | Elżbieta Jarosz Śląsk Wrocław | 2:37:02  | Izabela Zatorska Krośnianka Krosno | 2:43:21  | Janina Malska KS Olkusz | 2:47:20  |

## Półmaraton
Mistrzostwa Polski w półmaratonie rozegrano 9 września w Pile.

### Mężczyźni
| Konkurencja: | 1. miejsce                       | Rezultat | 2. miejsce                   | Rezultat | 3. miejsce                    | Rezultat |
| Półmaraton   | Adam Dobrzyński Ekspres Katowice | 1:03:18  | Artur Osman Ekspres Katowice | 1:03:56  | Waldemar Glinka GLKS Świdnica | 1:04:12  |

### Kobiety
| Konkurencja: | 1. miejsce                       | Rezultat | 2. miejsce                    | Rezultat | 3. miejsce                   | Rezultat |
| Półmaraton   | Dorota Gruca-Giezek Agros Zamość | 1:13:39  | Elżbieta Jarosz Śląsk Wrocław | 1:13:42  | Grażyna Syrek Olimpia Poznań | 1:13:45  |

## Wieloboje
Mistrzostwa w dziesięcioboju mężczyzn i w siedmioboju kobiet zostały rozegrane 22 i 23 września w Siedlcach.

### Mężczyźni
| Konkurencja:  | 1. miejsce                   | Rezultat  | 2. miejsce                             | Rezultat  | 3. miejsce                    | Rezultat  |
| Dziesięciobój | Michał Modelski Lecha Gdańsk | 7460 pkt. | Ireneusz Żurawicz AZS-AWF Gorzów Wlkp. | 7192 pkt. | Marek Rzepka AZS-AWF Warszawa | 6655 pkt. |

### Kobiety
| Konkurencja: | 1. miejsce                       | Rezultat  | 2. miejsce                    | Rezultat  | 3. miejsce                   | Rezultat  |
| Siedmiobój   | Izabela Obłękowska Skra Warszawa | 5873 pkt. | Joanna Grzesiak Lechia Gdańsk | 5695 pkt. | Elżbieta Rączka Warszawianka | 5524 pkt. |

## Bieg na 3000 m z przeszkodami kobiet
Mistrzostwa w biegu na 3000 metrów z przeszkodami kobiet rozegrano 29 września w Bielsku-Białej.
| Konkurencja:                  | 1. miejsce                          | Rezultat | 2. miejsce                 | Rezultat | 3. miejsce                    | Rezultat |
| Bieg na 3000 m z przeszkodami | Patrycja Włodarczyk AZS-AWF Wrocław | 10:21,22 | Edyta Lewandowska RKS Łódź | 10:33,34 | Julia Budniak AZS-AWF Wrocław | 10:42,58 |

## Bieg na 100 km mężczyzn
Mistrzostwa w biegu na 100 kilometrów mężczyzn zostały rozegrane 1 października w Kaliszu.
| Konkurencja:   | 1. miejsce                 | Rezultat | 2. miejsce                         | Rezultat | 3. miejsce                      | Rezultat |
| Bieg na 100 km | Piotr Sękowski WMKS Płońsk | 6:38:57  | Jarosław Janicki Energetyk Gryfino | 7:07:05  | Andrzej Magier LKS Zorza Gdynia | 7:27:45  |